# Alessandro Dorna
Alessandro Dorna (Asti, 13 febbraio 1825 – Sant'Ambrogio di Torino, 19 agosto 1886) è stato un matematico italiano.

## Biografia
Terminati gli studi nella città natale, s'iscrisse all'Università di Torino diventando allievo di Giovanni Plana e laureandosi in ingegneria nel 1848. Due anni dopo lo stesso Plana, che lo aveva indirizzato verso gli studi di Astronomia e Matematica, lo propose per la cattedra di Meccanica Razionale all'Accademia Militare, cattedra che Dorna tenne per tutto il corso della vita. 
Divenuto direttore dell'Osservatorio di Torino nel 1865, alla morte di Plana, pubblicò il Trattato di meccanica razionale, che venne ristampato più volte e il "Bollettino meteorologico dell'Osservatorio" a cura dell'Accademia delle Scienze. 
Dorna ottenne un incremento dei finanziamenti con i quali riuscì a dotare l'Osservatorio di nuovi strumenti tra i quali un potente rifrattore, che rimase il principale telescopio dell'Osservatorio fino alla prima metà del Novecento, promosse un ampliamento dei locali e nuove strumentazioni per rilevare le nuove osservazioni astronomiche sulle stelle cadenti, fenomeno che andava proprio in quegli anni a trovare una spiegazione per merito di Giovanni Schiaparelli. 
Le registrazioni della loro caduta furono raccolte con coordinate e posizioni nel Catalogo di 634 stelle principali visibili alla latitudine media di 45°.
Dorna fu eletto socio al Regio Istituto Lombardo nel 1867, all'Accademia delle Scienze di Torino nel 1869 e all'Accademia dei Lincei nel 1872. Fece parte di numerose commissioni scientifiche, ricoprendo cariche anche presso la Scuola di Guerra.
Nel 1874 Dorna fu chiamato da Pietro Tacchini a far parte della spedizione in India per l'osservazione del fenomeno del transito di Venere sul disco solare del 9 dicembre 1874. I suoi calcoli pubblicati nel 1882 furono riconosciuti tra i più accurati.
Ammalatosi gravemente, fu costretto a ritirarsi nella sua villa di Borgo San Pietro (presso Sant'Ambrogio di Torino) ove morì il 19 agosto 1886.
Alla morte di Alessandro Dorna, la direzione dell'Osservatorio passò a Francesco Porro de' Somenzi, che rimase in carica fino al 1903.